# Calentamiento deportivo

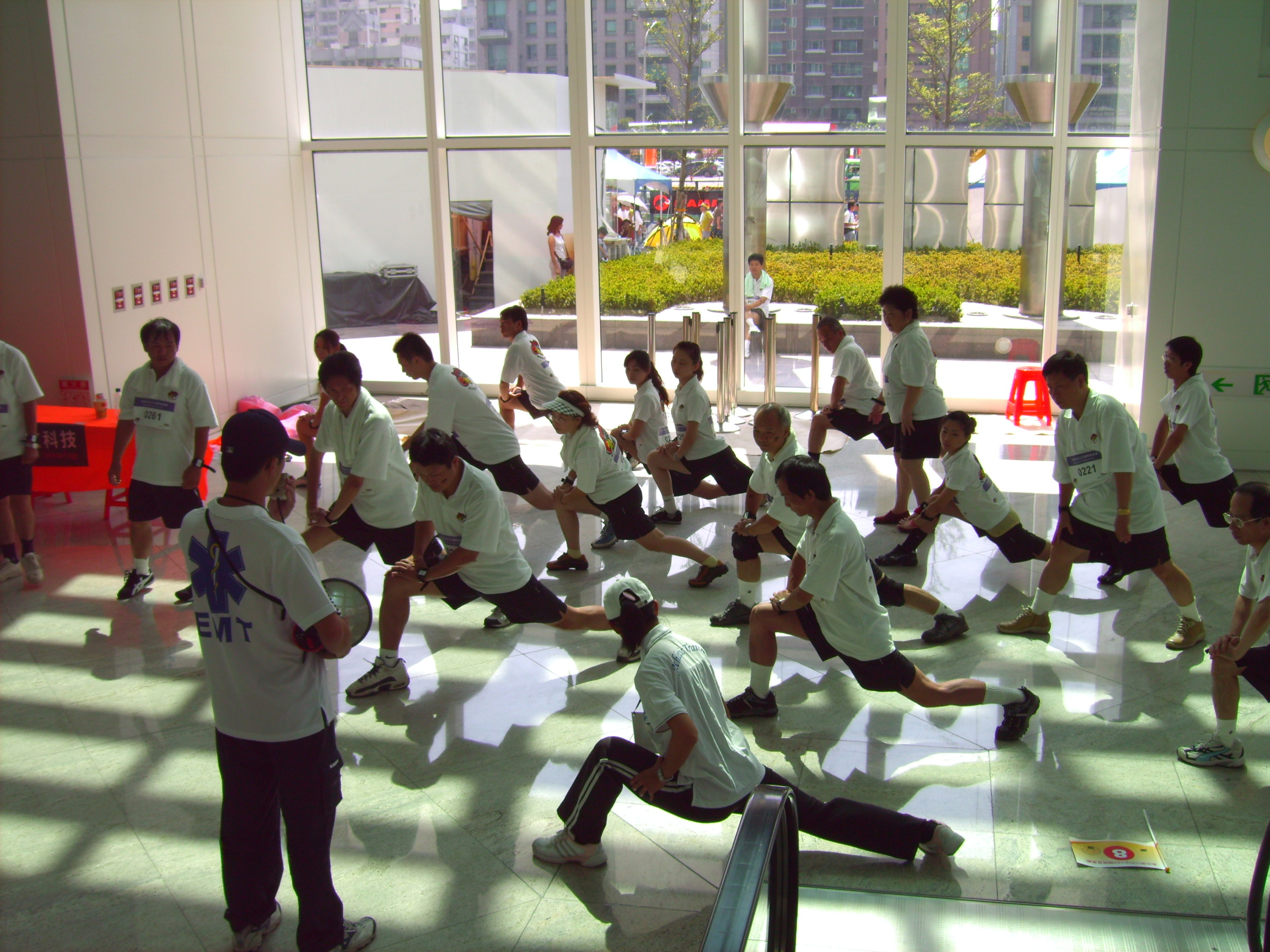
Calentamiento antes de una carrera

El calentamiento deportivo o físico es un conjunto de ejercicios de músculos y articulaciones ordenados de un modo gradual con la finalidad de preparar al organismo para un mayor rendimiento físico y evitar lesiones al realizar un esfuerzo físico mayor (como un entrenamiento o una competición).

## Descripción
El calentamiento consiste en realizar una serie variada de ejercicios que provocan aumento de la actividad muscular.
El ritmo cardíaco y la frecuencia respiratoria también suben, porque a medida  que se realiza un ejercicio con mayor intensidad, se necesitan más nutrientes y más oxígeno para sostener la actividad.
La finalidad del calentamiento es conseguir que nuestro cuerpo alcance un nivel pleno de forma paulatina. De ese modo al iniciar una actividad podremos rendir al máximo y además prevenir posibles lesiones.
Entre los beneficios del calentamiento se encuentran:
- Mejora las posibilidades orgánicas de tipo fisiológico y físico.
- Mejora el movimiento corporal al afectar a la coordinación y el equilibrio.
- Mejora la actividad cardíaca y la respiración.
- Mejora la actuación en la actividad.
- Prevención de lesiones al proteger los músculos y los tejidos cartilaginosos de las  articulaciones.

## Fases del calentamiento físico
- Calentamiento cardiovascular: Se trata de calentar de forma que los músculos lleguen a una temperatura mínima para poder realizar el calentamiento de movilidad articular.
- Movilidad articular:  Se trata de calentar rápidamente los distintos segmentos corporales. Son movimientos de las articulaciones siguiendo un orden lógico, bien sea ascendente o descendente (tobillos, rodillas, cadera, hombros, codos…).
- Estiramientos globales: mantenerse en una posición de 6 a 12 segundos sin llegar a ningún tipo de dolor. Para evitar la lesión, no se debe hacer rebotes ni movimientos bruscos.

## Efectos del calentamiento
- Sobre el organismo
  - Aumento de la temperatura corporal que puede subir hasta por encima de los 38,5  °C.
  - Aumento del riego sanguíneo y de la irrigación de los músculos, lo que proporciona mayor aporte de oxígeno y evacuación del dióxido de carbono.
  - Aumento de la actividad pulmonar y mejora en la utilización del oxígeno.
  - Aumento de la velocidad de contracción muscular.
- Sobre la motricidad:
  - Mejora de la transmisión de los impulsos nerviosos.
  - Aumento de la sensibilidad propioceptiva.
  - Economía de energía.
- Sobre la actuación en la actividad:
  - Aumento de capacidades psíquicas y cognitivas: atención, concentración y procesamiento de la información.
  - Aumento de las capacidades orgánicas y artículo-musculares.
  - Aumento de los niveles de fuerza.
- Sobre la prevención de lesiones:
  - Aumento de la temperatura del cuerpo y disminución de la viscosidad sinovial que facilita el roce articular y muscular.
  - Aumento de la elasticidad muscular que evita alargamientos bruscos y desgarros musculares.
  - Adaptación a las acciones motrices.

## Clasificación del calentamiento
De un modo amplio, se puede hablar de:
- Calentamiento general: prepara los músculos en una intensidad baja para realizar una actividad física.
- Calentamiento específico: Es el tipo de calentamiento dirigido a la práctica de algún deporte y que se ocupa de alguna o algunas partes del cuerpo específicamente. En muchos deportes una parte del tiempo se emplea en realizar actividades de calentamiento con la pelota o con algún instrumento.

Además, por sus características se pueden citar:
- Calentamiento preventivo: Se realiza para evitar alguna lesión y se suele acompañar de masajes y baños de calor.
- Calentamiento dinámico: Se realizan ejercicios que mezclan fuerza, flexibilidad, equilibrio, coordinación y respiración. Debe realizarse antes de toda actividad para acelerar la actividad motriz y permitir un movimiento eficaz.

Otros autores clasifican el calentamiento físico en estático, dinámico y balístico. El calentamiento estático es el conocido como el tipo de calentamiento más clásico, consiste en ejercicios de estiramiento donde se fija una extremidad y se tensionan los músculos  de forma consciente. El estiramiento dinámico consiste en una lenta repetición de movimientos suaves y controlados. El balístico en movimientos caóticos de las extremidades: brazos y piernas.

## Eficacia del calentamiento
Aunque los beneficios se suelen asumir de un modo empírico no existen demostraciones científicas sólidas sobre su papel en la prevención de traumatismos, aunque se han podido aportar evidencias en el caso de deportes concretos. Sin embargo se plantea la duda de si la eficacia preventiva se debe al calentamiento o a las características del propio deporte.